# Житомирський обласний комітет Комуністичної партії України
Житомирський обласний комітет Комуністичної партії України — орган управління Житомирською обласною партійною організацією КП України (1937–1991 роки). Житомирська область утворена 22 вересня 1937 року.

## Перші секретарі обласного комітету (обкому)
- вересень 1937 — 24 лютого 1938 — Максимов Микола Антонович
- 24 лютого 1938 — грудень 1938 — Діденко Максим Авксентійович
- грудень 1938 — березень 1939 — в.о. Гречуха Михайло Сергійович
- березень 1939 — липень 1939 — Гречуха Михайло Сергійович
- вересень 1939 — липень 1941 — Сиромятников Михайло Олексійович
- січень 1944 — січень 1949 — Співак Мойсей Семенович
- січень 1949 — 16 вересня 1951 — Костюченко Сергій Пилипович
- 16 вересня 1951 — 5 травня 1952 — Бабійчук Ростислав Володимирович
- 5 травня 1952 — травень 1957 — Федоров Олексій Федорович
- травень 1957 — 14 лютого 1961 — Стахурський Михайло Михайлович
- 14 лютого 1961 — 15 січня 1963 — Лазуренко Михайло Костянтинович
- 15 січня 1963 — 4 грудня 1964 (сільський) — Лазуренко Михайло Костянтинович
- 18 січня 1963 — 4 грудня 1964 (промисловий) — Терехов Костянтин Павлович
- 4 грудня 1964 — 12 травня 1968 — Лазуренко Михайло Костянтинович
- 12 травня 1968 — 23 травня 1978 — Терехов Костянтин Павлович
- 23 травня 1978 — 18 грудня 1989 — Кавун Василь Михайлович
- 18 грудня 1989 — серпень 1991 — Федоров Володимир Григорович

## Другі секретарі обласного комітету (обкому)
- вересень 1937 — 24 лютого 1938 — Юсов Георгій Костянтинович
- квітень 1938 — червень 1938 — Данилейко Іван Петрович
- червень 1938 — січень 1939 — Гречуха Михайло Сергійович
- січень 1939 — жовтень 1941 — Колесников Дмитро Тихонович
- березень 1944 — вересень 1945 — Колесников Дмитро Тихонович
- вересень 1945 — березень 1947 — Бакулін Ювеналій Олексійович
- березень (затв. січень) 1947 — січень 1954 — Куманьок Порфирій Хомич
- січень 1954 — 15 січня 1963 — Шапран Павло Романович
- 18 січня 1963 — 4 грудня 1964 (промисловий) — Толубко Олексій Данилович
- квітень 1963 — 4 грудня 1964 (сільський) — Шапран Павло Романович
- 4 грудня 1964 — 13 травня 1968 — Терехов Костянтин Павлович
- 1968 — 1969 — Уманець Микола Васильович
- 1969 — 25 лютого 1977 — Онищенко Олександр Павлович
- 1977 — 1982 — Ямчинський Василь Миколайович
- 1982 — 11 квітня 1987 — Острожинський Валентин Євгенович
- 11 квітня 1987 — травень 1990 — Кобилянський Василь Аксентійович
- травень 1990 — серпень 1991 — Чигир Михайло Андрійович

## Секретарі обласного комітету (обкому)
- березень 1938 — грудень 1938 — Саєнко Г.К. (3-й секретар)
- грудень 1938 — вересень 1939 — Сиромятников Михайло Олексійович (3-й секретар)
- 1939 — серпень 1941 — Стрельцов Олександр Андрійович (по пропаганді)
- травень 1939 — серпень 1941 — Попелюх Михайло Карпович (по кадрах)
- вересень 1939 — листопад 1939 — Дідур Володимир Григорович (3-й секретар)
- грудень 1939 — серпень 1941 — Ткачук Наум Якович (3-й секретар)
- травень 1941 — серпень 1941 — Лутаєнко Самійло Миколайович (по промисловості)
- травень 1941 — липень 1941 — Хвостик П.П. (по транспорту)
- лютий 1944 — грудень 1944 — Ткачук Наум Якович (3-й секретар)
- березень 1944 — червень 1946 — Стрельцов Олександр Андрійович (по пропаганді)
- червень 1944 — вересень 1945 — Лутаєнко Самійло Миколайович (по кадрах)
- травень 1945 — вересень 1945 — Бакулін Ювеналій Олексійович (3-й секретар)
- вересень 1945 — лютий 1951 — Лутаєнко Самійло Миколайович (3-й секретар)
- листопад 1945 (затв. березень 1946) — лютий 1951 — Соловйов Григорій Пимонович (по кадрах)
- червень 1946 — жовтень 1949 — Степанов Петро Михайлович (по пропаганді)
- жовтень 1949 — вересень 1952 — Євсєєв Олександр Іванович
- лютий 1951 — червень 1952 — Шарков Борис Сергійович
- лютий 1951 — вересень 1952 — Яровий Агафангел Степанович
- червень 1952 — вересень 1952 — Гульчак Борис Миколайович
- вересень 1952 — 25 листопада 1955 — Шаповал Яким Павлович
- 14 червня 1954 — жовтень 1959 — Омельченко Любов Михайлівна
- 14 червня 1954 — жовтень 1956 — Казьмерчук Лаврентій Аврамович (по сільському господарству)
- грудень 1955 — 16 вересня 1961 — Бугайов Олександр Трохимович (по ідеології)
- жовтень 1959 — 15 січня 1963 — Толубко Олексій Данилович
- 16 вересня 1961 — 15 січня 1963 — Уманець Микола Васильович (по ідеології)
- 15 січня 1963 — квітень 1963 — Шапран Павло Романович (сільський по ідеології)
- 15 січня 1963 — 4 грудня 1964 — Уманець Микола Васильович (сільський)
- 15 січня 1963 — 4 грудня 1964 — Луговий Сергій Васильович (сільський парт-держ. контроль)
- 18 січня 1963 — 4 грудня 1964 — Чорнобривцева Ольга Сергіївна (промисловий по ідеології)
- 18 січня 1963 — 4 грудня 1964 — Гаркавенко Георгій Павлович (промисловий парт-держ. контроль)
- 4 грудня 1964 — 1968 — Уманець Микола Васильович
- 4 грудня 1964 — 6 грудня 1973 — Чорнобривцева Ольга Сергіївна
- 4 грудня 1964 — лютий 1966 — Луговий Сергій Васильович (парт-держ. контроль)
- серпень 1966 — 1988 — Шептун Леонід Михайлович
- 1968 — 1972 — Оверчук Логвин Олексійович
- 1972 — 1977 — Ямчинський Василь Миколайович
- 6 грудня 1973 — 1982 — Острожинський Валентин Євгенович
- 1977 — 5 квітня 1985 — Федоров Володимир Григорович
- 1982 — 1990 — Лазюта Іван Опанасович
- 5 квітня 1985 — 11 квітня 1987 — Кобилянський Василь Аксентійович
- 11 квітня 1987 — 1991 — Поліщук Петро Павлович
- 1988 — 26 травня 1990 — Іванова Ніна Іванівна
- 26 травня 1990 — 1991 — Козлов Анатолій Пилипович (по сільському господарству)
- 26 травня 1990 — 1991 — Супрунов Віктор Миколайович (по ідеології)

## Заступники секретарів обласного комітету (обкому)
- затверджений березень 1945 — /1946/ — Вотінов Іван Павлович (заст. секретаря обкому по транспорту)
- затверджений травень 1945 — листопад 1948 — Павленко Олексій Іванович (заст. секретаря обкому по промисловості)
- затверджений квітень 1946 — листопад 1948 — Ботнарьов Андрій Михайлович (заст. секретаря обкому по будівництву і будівельних матеріалах)
- затверджений листопад 1946 — листопад 1948 — Овчинников Володимир Никифорович (заст. секретаря обкому по торгівлі і громадському харчуванню)